# Otto Zinck
 Ikke at forveksle med H.O.C. Zinck.
Otto Christian Zinck (25. december 1824 i København – 17. februar 1908 sammesteds) var en dansk skuespiller og teaterhistoriker, søn af komponisten Ludvig Zinck, bror til arkæologen Ludvig Zinck.
Zinck var lærer og kendt som studenterkomedieskuespiller, inden han 30 år gammel 11. februar 1855 debuterede i Arvs rolle
i "Henrik og Pernille" på det kongelige teater, hvor han, skønt Phister støttede ham, ikke vandt en sikker plads, men da han fra 1868 lod sig knytte til Folketeatret, fik han et stort repertoire og blev en af dets hovedstøtter, også som instruktør og oversætter.
"Zinck var ingen betydelig Kunstner, men en snurrig Skuespiller med et pudsigt Lune og en skolet, naturlig Replik, der ogsaa slog til, naar han gik i Lag med klassiske Komedietyper som Titelrollerne i »Jeppe paa Bjerget« og »Den indbildt Syge«. Han syslede ogsaa en Del med Teaterhistorie, baade vedrørende Opførelser af Holberg’s og Oehlenschläger’s Værker, og skrev en Bog om J. L. Phister (1896) samt udgav 1906 sine Erindringer »Fra mit Studenter- og Teaterliv«, der ikke giver Efterverdenen noget Begreb om hans maliciøse Vid, som trods Aarene altid bevarede et vist studentikost Præg. Zinck viste sig sidste Gang paa Scenen som Jokum i »Brogede Minder« ved Folketeatrets 50-Aars Jubilæumsforestillinger i September 1907."
Han blev Ridder af Dannebrog 1904.
Zinck er begravet på Assistens Kirkegård.